# Holger Friese
Holger Friese (* 1968 in Saarbrücken) ist ein deutscher Netzkünstler, der in Bernau bei Berlin lebt.

## Leben und Werk
Holger Friese wurde von 1987 bis 1990 zum Fotografen ausgebildet und studierte von 1993 bis 1997 Visuelle Kommunikation an der FH Aachen. Er war von 1999 bis 2000 Dozent an der Fachhochschule Salzburg im Fachbereich Multimedia.
Unendlich fast... von Holger Friese (1995) ist ein Frühwerk der Netzkunst.

„Es ist schwierig festzustellen, woher ein Bild oder eine Information kommt. In diesem Fall ist die Seite von Holger Friese das Ergebnis der lokalen Interpretation (der Computer des Betrachters) der Daten, die von woanders her stammen (dem Server). Demnach ist dieses intensive blau sowohl in seinem Ausmaß als auch in seiner Lokalisierung beinahe unendlich, und die Umgebung, in der es auftritt, kann einem das Gefühl vermitteln, daß es nicht von einem (kinematografischen) Äußeren, sondern von einer Grenzüberschreitung (der Informatik) her erscheint.“

Die Arbeit In meiner Nähe vom (18. April 1999) ist die fingierte Homepage eines Shoppingsystems.

„Friese führt Usern ihr Verhalten in einer zunächst an Erwartungshorizonte anschliessenden, sie dann unterwandernden Weise vor, die zu reflexiver Selbstorientierung in und zwischen Seiten (oder Spielebenen) seiner Projekte provoziert.“

## Ausstellungen (Auswahl)

### Einzelausstellungen
- 1995: Nachlaß – Eine Retrospektive von Holger Friese und Marco Lietz, Raststätte Aachen
- 1998: wysiwyg version#2, Neuer Aachener Kunstverein, Kunstverein

### Gruppenausstellungen
- 1997: Unendlich fast..., documenta X, Kassel
- 1998: Typische Handbewegung, Lothringer13, München
- 1999: net_condition, Zentrum für Kunst und Medien, Karlsruhe
- 2000: Reload Kunstbunker – forum für zeitgenössische kunst, Nürnberg